# Henri Fescourt
Marcelin-Henri Fescourt (* 23. November 1880 in Béziers; † 13. August 1966 in Neuilly-sur-Seine) war ein französischer Filmregisseur.

## Leben
Marcellin-Henri Fescourt studierte Jura und arbeitete nach seinem Abschluss als Musikkritiker und Journalist für die Zeitung „L’Intransigeant“. Daneben betätigte er sich als Bühnenautor. 1912 hatte Fescourt sein Regiedebüt bei der Filmgesellschaft Gaumont, bei der er bis zum Kriegsausbruch etwa 20 Filme drehte. Erst 1921 setzte er dann seine Filmkarriere fort. Bei der Filmgesellschaft von Louis Nalpas, die sich dem Film d’Art verschrieben hatte, war er Regisseur von Literaturverfilmungen wie Mathias Sandorf (1921) nach Jules Verne, Les Misérables (1925) nach Victor Hugo und Monte Cristo (1928/29) nach Alexandre Dumas. Insbesondere das 32 Filmrollen umfassende Les Misérables und das vierstündige Der Graf von Monte Christo mit Jean Angelo in der Titelrolle gelten als die Hauptwerke Fescourts. Im Tonfilm war Fescourt kaum erfolgreich. Sein letzter Film war Retour de flamme (1943), eine Komödie mit Renée Saint-Cyr.
Für das jahrzehntelange erfolgreiche Wirken auf dem Gebiet der Literatur und der Filmkunst wurde 1926 Fescourt zusammen mit Henry Roussel (1875–1946) das Ritterkreuz der Französischen Ehrenlegion verliehen.
In den 1940er Jahren übte Fescourt Dozententätigkeiten an der Filmhochschule „Institut des hautes études cinématographiques“ und als Nachfolger von Germaine Dulac an der „École technique de photographie et de cinéma“ (1943–1946) aus. Er gründete eine eigene Schauspielschule und übernahm deren Leitung. Als Lehrkraft konnte er unter anderem Louis Dellucs Witwe Eve Francis gewinnen. Von 1945 bis 1953 war Fescourt als Vertreter der Technikergewerkschaft Mitglied der Filmkontrollkommission. 
Er verfasste zwei Bücher. 1950 erschien sein Werk „Du Cinématographe au Cinéma“, das sich mit der technischen Entwicklung des Filmemachens befasst, und 1960 seine Lebenserinnerungen „La Foi et les Montagnes“.